# Agnes Martin
Agnes Bernice Martin (Canadá, 22 de março de 1912 — Novo México, 16 de dezembro de 2004) foi uma pintora abstrata canadense. Seu trabalho foi definido como um "ensaio discricionário sobre a interioridade e o silêncio". Embora muitas vezes seja considerada uma artista minimalista, Martin se considerava uma expressionista abstrata.